# Dicranomyia (Caenolimonia) brachycantha
Dicranomyia (Caenolimonia) brachycantha is een tweevleugelige uit de familie steltmuggen (Limoniidae). De soort komt voor in het Neotropisch gebied.